# Distrikt Puños
Der Distrikt Puños liegt in der Provinz Huamalíes in der Region Huánuco in Westzentral-Peru. Der Distrikt wurde am 7. Oktober 1942 gegründet. Er erstreckt sich über eine Fläche von 98,4 km². Im Distrikt wurden beim Zensus 2017 4289 Einwohner gezählt. Im Jahr 1993 lag die Einwohnerzahl bei 5193, im Jahr 2007 bei 4727. Sitz der Distriktverwaltung ist die 3739 m hoch gelegene Ortschaft Puños mit 1226 Einwohnern (Stand 2017). Puños befindet sich etwa 9 km nordwestlich der Provinzhauptstadt Llata.

## Geographische Lage
Der Distrikt Puños liegt östlich der peruanischen Westkordillere im Westen der Provinz Huamalíes. Entlang der östlichen Distriktgrenze strömt der Río Marañón nach Norden. Dieser entwässert das Areal.
Der Distrikt Puños grenzt im Westen an den Distrikt San Pedro de Chaná (Provinz Huari), im Norden an den Distrikt Miraflores, im Osten an den Distrikt Jacas Grande sowie im Süden an den Distrikt Llata.

## Ortschaften
Im Distrikt gibt es neben dem Hauptort folgende größere Ortschaften:
- Nueva Esperanza (202 Einwohner)
- Poque (214 Einwohner)